# Unteres Tor (Allersberg)

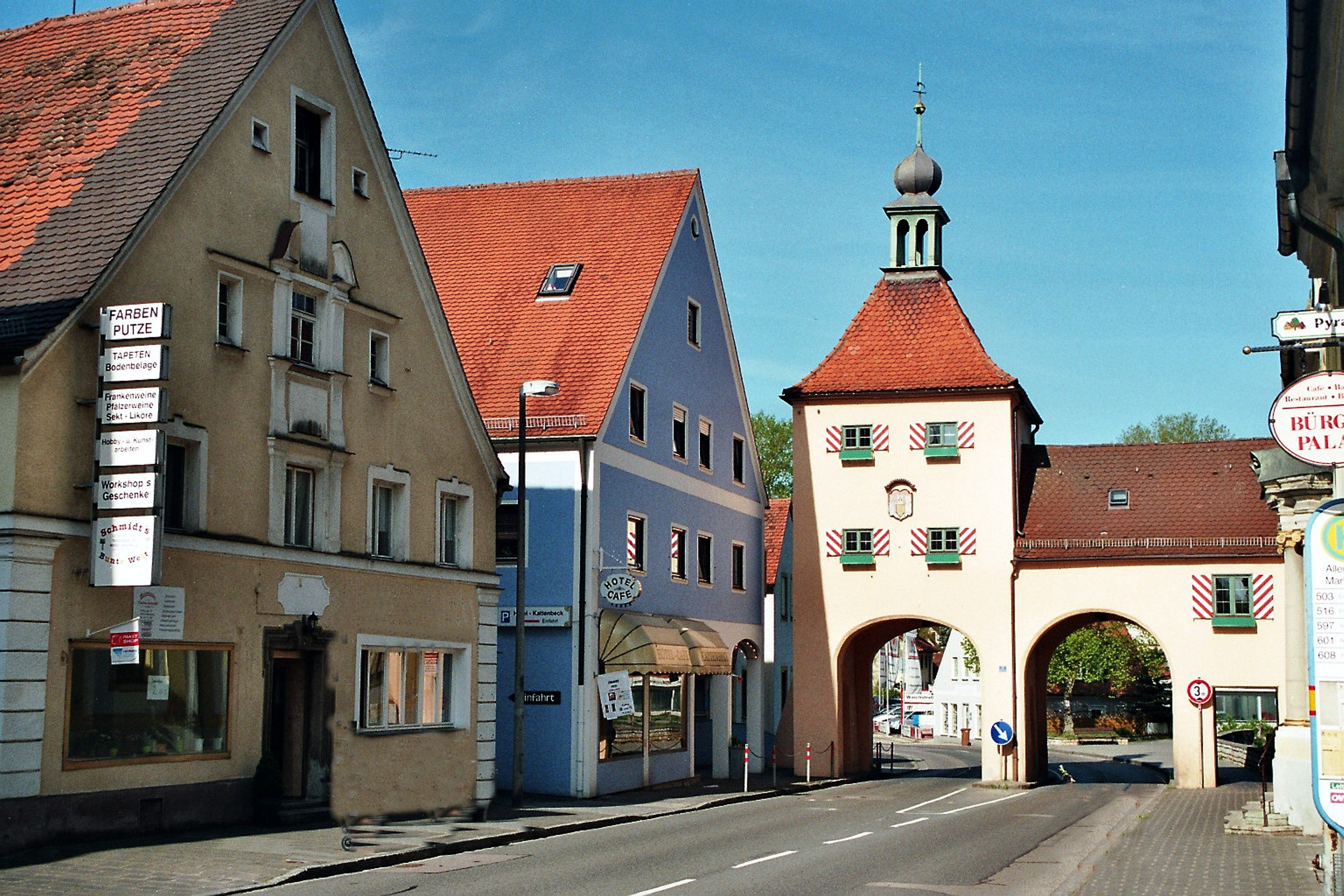
Unteres Tor in Allersberg (Stadtseite)

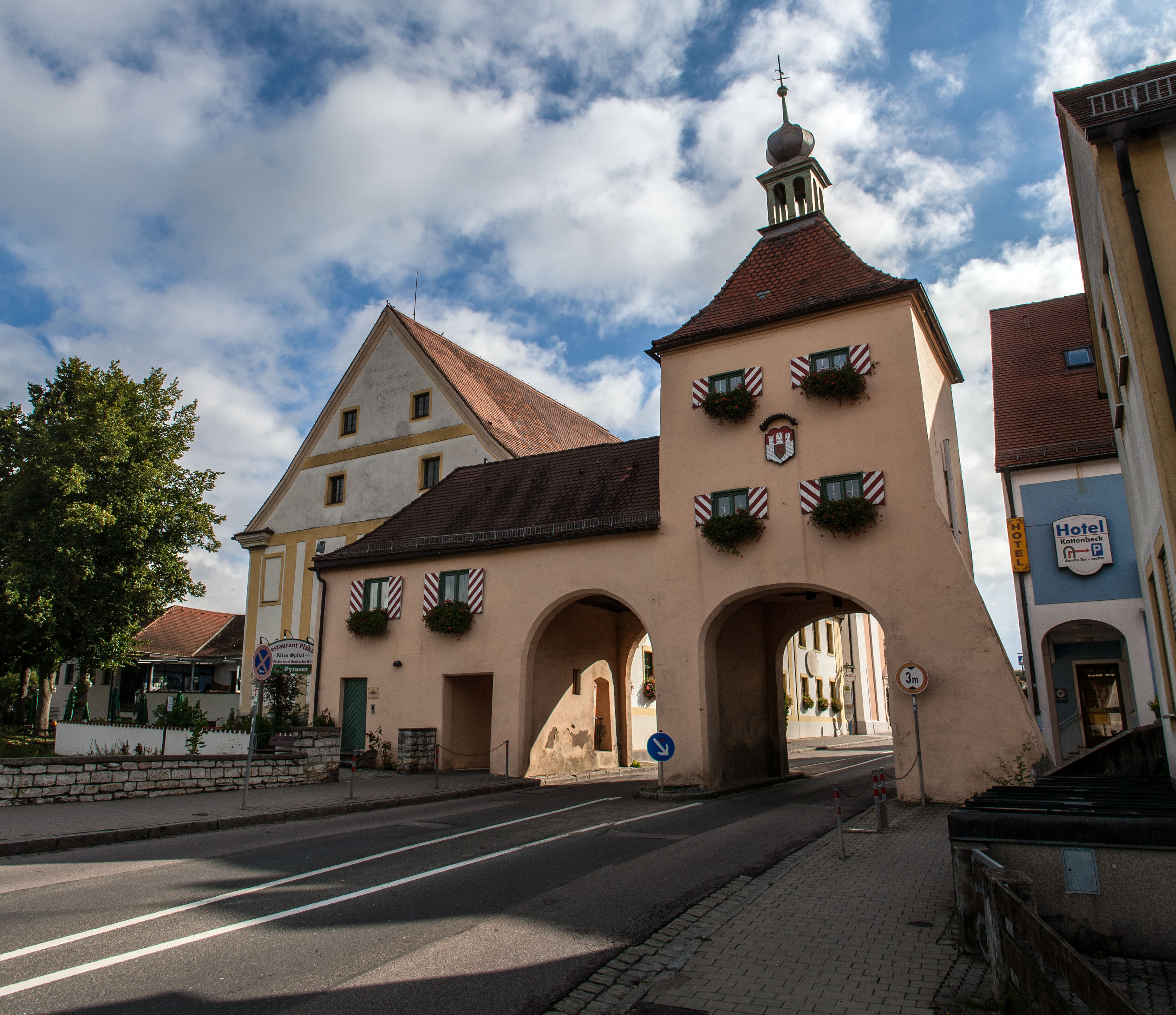
Feldseite

Das Untere Tor in Allersberg, einer Marktgemeinde im mittelfränkischen Landkreis Roth in Bayern, wurde im Kern im 14. Jahrhundert als Teil der Stadtbefestigung errichtet. Das Stadttor am Marktplatz 11, neben dem ehemaligen Spital, ist ein geschütztes Baudenkmal. 
Der Torturm ist ein dreigeschossiger Massivbau mit flachgedeckter Durchfahrt und Zeltdach mit Laterne. 
Das seitlich angeschlossene Torhaus ist ein zweigeschossiger und traufseitiger Massivbau mit Satteldach und Durchfahrt. 
Der Torturm stammt im Kern aus dem 14. Jahrhundert, der Turmabschluss und das Torhaus aus dem Jahr 1754.